# Jazyky Asie

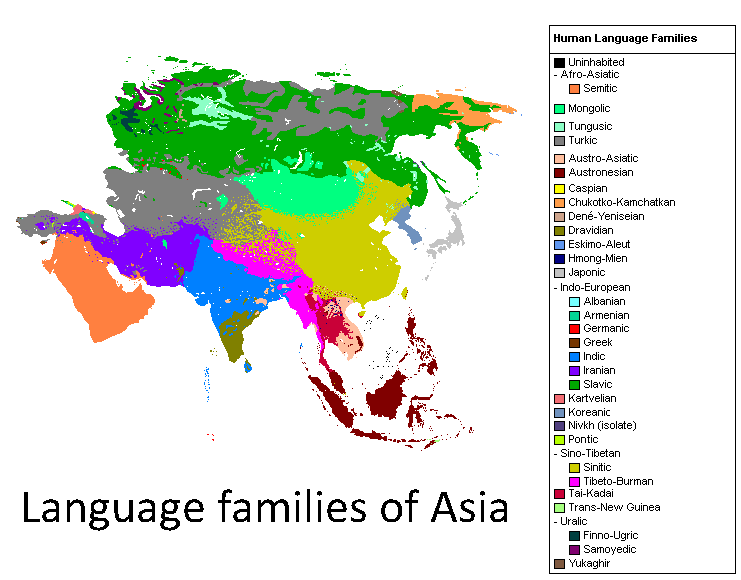
Jazykové rodiny Asie (anglicky)

Asie je jazykově velmi rozmanité místo a mezi jazyky Asie můžeme nalézt mnoho jazyků z mnoha jazykových skupin, a také několik jazyků izolovaných. Mezi jazykové rodiny s nejvíce mluvčími patří altajské, austroasijské, austronéské, kavkazské, drávidské, austroasijské, indoevropské, mongolské, sinotibetské a tajsko-kadajské. Většina asijských jazyků má dlouhou tradici vlastního písma, ale není to vždy pravidlem.

## Jazykové skupiny na území Asie

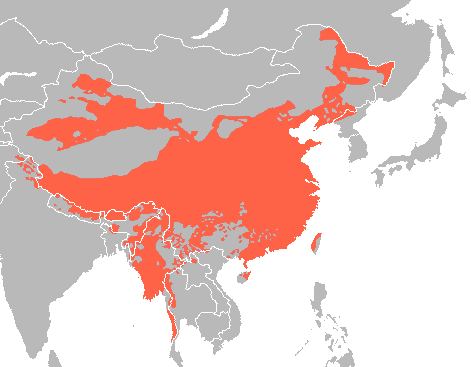
Rozšíření sinotibetských jazyků

### Sinotibetské jazyky
Sinotibetské jazyky (též čínsko-tibetské jazyky) jsou skupinou jazyků, kterými dohromady mluví přes 1,3 miliardy lidí. Mezi sinotibetské jazyky patří také čínština, která je jazykem s nejvyšším počtem rodilých mluvčí na světě (1,2 miliardy), ve skutečnosti to ale není jeden jazyk, ale mnoho navzájem nesrozumitelných nářečí (například mandarínština, kantonština nebo hakka), která se ovšem všechna stejně zapisují čínským písmem. Kromě čínštiny sem patří ještě barmština (hlavní jazyk Myanmaru) a několik dalších jazyků (například tibetština).

Mapa rozšíření indoevropských jazyků, indoáríjské jazyky vyznačené modře

### Indoevropské jazyky
Indoevropské jazyky jsou nejrozšířenější jazykovou rodinou světa (okolo 3 miliard mluvčích), ale nemluví se jimi jen v Asii, mluví se jimi i ve většině Evropy. Mluví se jimi především v západní části Asie (Střední Východ) a jižní části Asie (Indie a Pákistán). Hlavní indoevropskou jazykovou skupinou v Asii jsou indoíránské jazyky, které se dělí na íránské jazyky (například kurdština, perština, tádžičtina nebo paštština) a indoáríjské jazyky (například hindština, urdština, nepálština, gudžarátština nebo maráthština). Dalšími indoevropskými jazyky používanými v Asii jsou: arménština v Arménii, ruština v asijské části Ruska (Sibiř) a řečtina v okolí Černého moře. Za zmínku stojí také dnes již vymřelé anatolské jazyky používané v oblasti Malé Asie (dnešní Turecko), mezi které patřila například chetitština, a tocharština, která se používala v západní části dnešní Číny.

### Altajské jazyky
Jsou jazyky, které se dělí na tři rozdílné podskupiny: turkické jazyky, rozšířené v oblasti Turecka (turečtina, ázerbájdžánština) a ve střední Asii (turkmenština, uzbečtina, kazaština), mongolské jazyky, rozšířené především v Mongolsku (mongolština, burjatština, kalmyčtina) a malá skupina tunguzských jazyků, které se používají v několika oblastech východní Sibiře. Někdy se sem řadí i japonština, korejština nebo ainština.

### Austroasijské jazyky
Mají zhruba 100 milionů mluvčích. Jsou rozšířené po celé jihovýchodní Asii, ale nejvýznamnějšími jazyky z této skupiny jsou vietnamština a khmerština.

### Tajsko-kadajské jazyky
Nazývány též jako daické jazyky nebo thajské jazyky. Rozšířené po jihovýchodní Asii, v menší míře též v jižní Číně a východní Indii. Nejznámějšími jazyky z této skupiny jsou thajština a laoština, které jsou navzájem velmi blízké.

### Austronéské jazyky

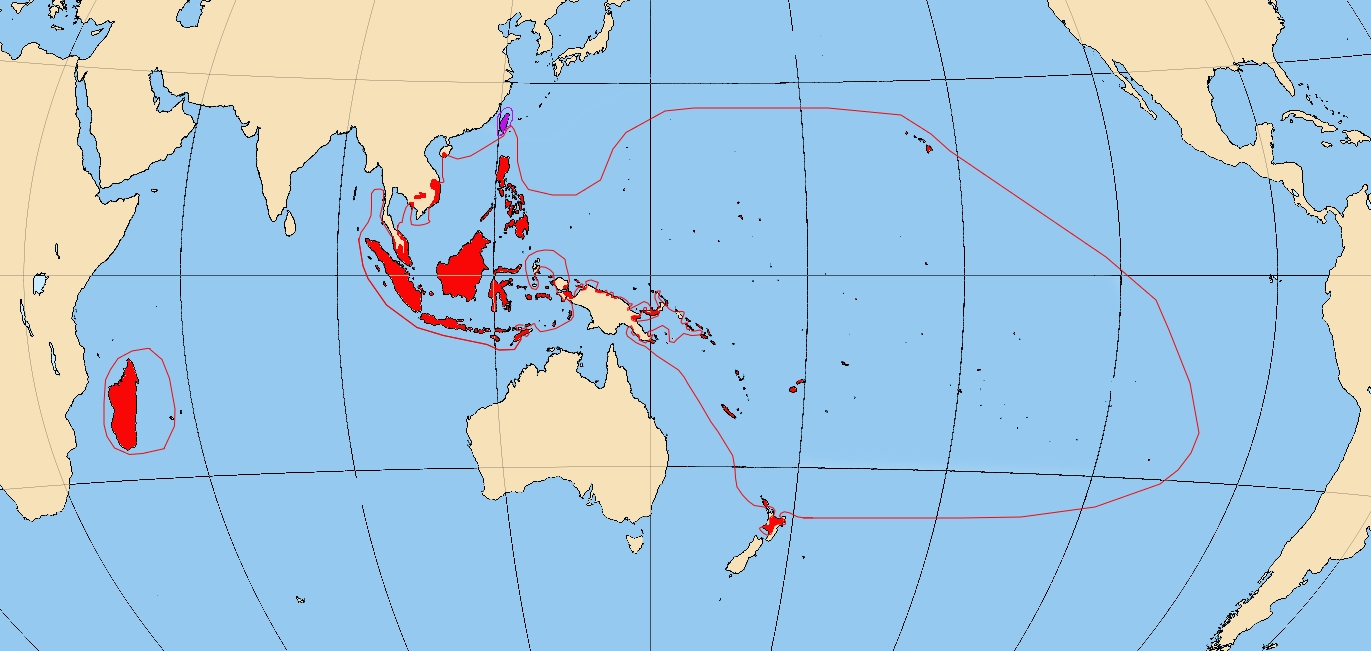
Mapa rozšíření austronéských jazyků (červeně), fialově je vyznačen Tchaj-wan, ostrov, odkud se všechny austronéské jazyky rozšířily

Mají zhruba 358 milionů mluvčích. Pocházejí z Tchaj-wanu, kde se jimi dodnes mluví. Odsud se rozšířili do jihovýchodní Asie a mimo jiné také do Oceánie a na Madagaskar. Zeměmi v Asii, kde se mluví především austronéskými jazyky jsou Filipíny, Malajsie nebo Indonésie. Významným austronéským jazykem je indonéština, která vznikla v Indonésii jako lingua franca a je velmi blízká malajštině. Dalšími austronéskými jazyky používanými v Asii jsou například bugijština, cebuánština nebo javánština.

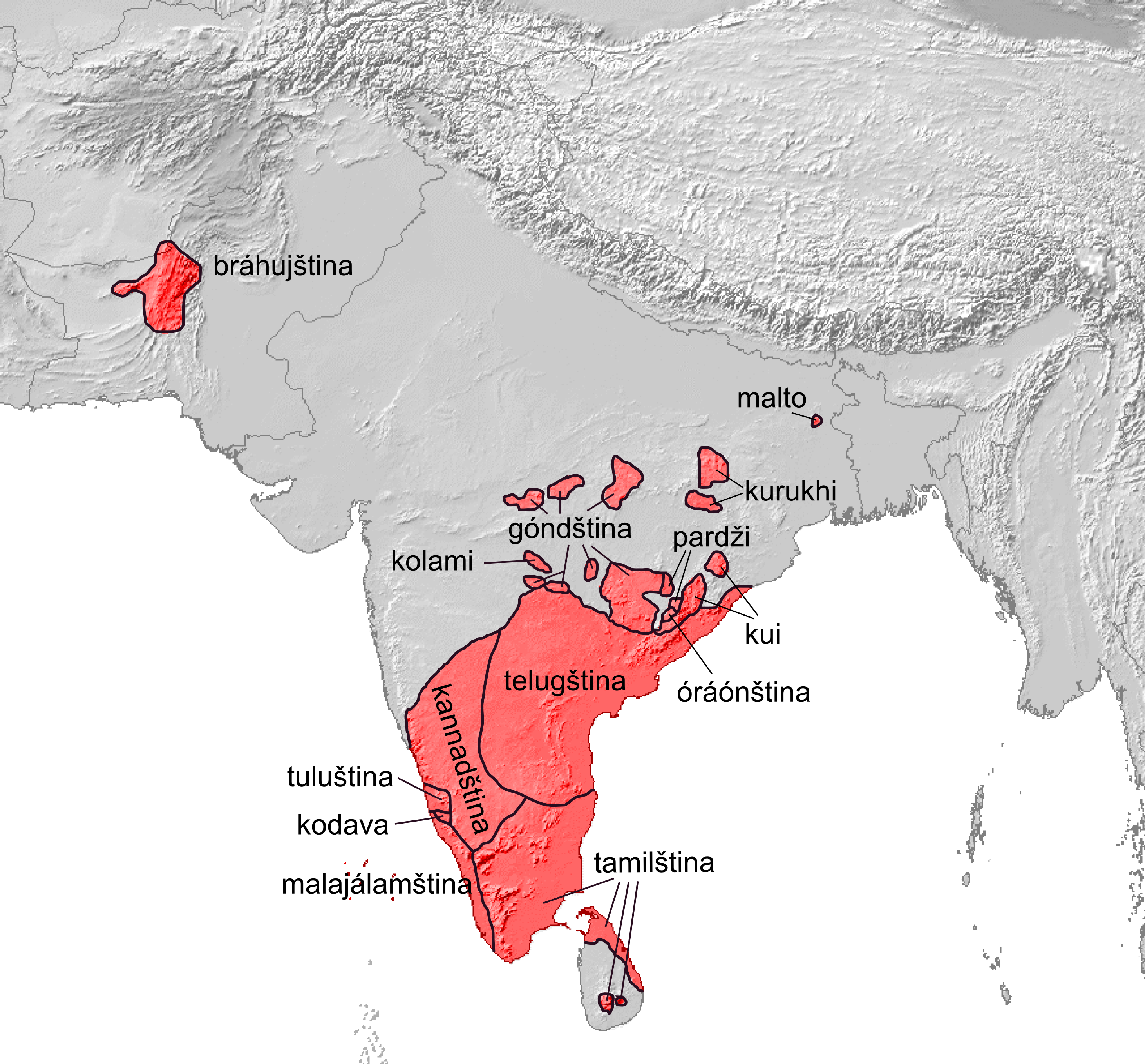
Mapa rozšíření jednotlivých drávidských jazyků

### Drávidské jazyky
Mají zhruba 220 milionů mluvčích. Používají se především v jižní Indii, ale také v několika částech Pákistánu a Srí-Lanky. Mezi drávidské jazyky patří například tamilština, telugština nebo malajlámština.

### Afroasijské jazyky
Afroasijskými jazyky se, jak už vyplývá z názvu, mluví jak v Africe tak i v Asii. V Asii se mluví především semitskými jazyky a to především v oblasti Arabského poloostrova (arabština). Dalšími afroasijskými jazyky používanými v Asii jsou hebrejština a aramejština. V minulosti se v oblasti Mezopotámie používala též akkadština.

### Sibiřské jazyky
Sibiřské jazyky, používané v oblasti Sibiře, nejsou jednou jazykovou rodinou, je to několik jazyků a jazykových rodin používaných ve stejné oblasti. Řadí se sem již zmíněné altajské tunguzské jazyky, uralské jazyky západní Sibiře (patří do stejné jazykové rodiny jako evropská finština nebo maďarština), jenisejská jazyky (jazyková rodina nejspíše spojená s indiánskými jazyky, posledním živým jazykem z této rodiny je ketština), jukagirské jazyky, nivchština, ainština (v severním Japonsku), čukotsko-kamčatské jazyky a těsně by se sem daly zařadit některé eskymácko-aleutské jazyky (mluví se jimi na pomezí Sibiře a Severní Ameriky).

### Japonsko-rjúkjúské jazyky
Spojitost japonsko-rjúkjúských jazyků s korejštinou nebo altajskými jazyky nebyla prokázána, takže se řadí samostatně. Řadí se sem japonština v Japonsku a několik jazyků jižního Japonska. Celkem mají asi 130 milionů mluvčích.

### Korejské jazyky
Korejština bývá uváděna jako izolovaný jazyk, nicméně na jihokorejském ostrově Čedžu se mluví čedžuštinou, dalším korejským jazykem, který se ale někdy bere jen jako dialekt korejštiny. Používají se v Koreji. Celkový počet mluvčích je asi 78 milionů.

### Kavkazské jazyky
Kavkazské jazyky nejsou jednou jazykovou rodinou, jsou to tři odlišné rodiny, které se v průběhu historie navzájem ovlivňovaly. Jazykovými rodinami v této skupině jsou kartvelské jazyky, severovýchodokavkazské jazyky a severozápadokavkazské jazyky. Nejhlavnějšími jazyk této skupiny jsou gruzínština nebo čečenština.

### Hmong-mienské jazyky
Řadí se sem jen 4 jazyky, kterými celkem mluví 7 milionů lidí. Používají se především v hornatých oblastech jižní Číny a v menší míře také v několika oblastech jihovýchodní Asie.

### Andamanské jazyky
Téměř vymřelá skupina jazyků na indickém souostroví Andamany. Živé už jsou jenom 4 jazyky, kterými mluví zhruba 400 lidí.

### Kreolské jazyky
V Asii se také používá několik kreolských jazyků (jazyků, které se vyvinuli z jiných jazyků). Mezi nejdůležitější patří chavacano na Filipínách, které vychází ze španělštiny, kristang vycházející z portugalštiny, používaný v Malajsii v oblasti Malakka nebo celá řada kreolských jazyků na bázi malajštiny na mnoha místech Malajsie a Indonésie. Dalšími kreolskými jazyky používanými v Asii jsou andamanská kreolizovaná hindština na Andamanech v Indii, nágálandská kreolština v Nágálandu v Indii (na bázi ásámštiny), Ilanská kreolizovaná japonština (na Tchaj-wanu) a několik kreolských jazyků na bázi čínštiny (například wutun). Také se používá několik pidžinů.

### Izolované jazyky
Mezi izolované jazyky se někdy řadí již zmiňovaná korejština. Dalšími izolovanými jazyky používanými v Asii jsou: již zmiňované sibiřské jazyky ainština (v severním Japonsku), jukagirština (na Sibiři) a nivchština (na ruském ostrově Sachalin). Dalšími izolovanými jazyky jsou: burušaskí v severním Pákistánu, kusunda v Nepálu, kalto (nahali) v západní Indii a několik papuánských jazyků. Jazyk vedda na Srí-Lance je nejspíše smíšeným jazykem, který vznikl smísením sinhálštiny a nějakého místního izolovaného jazyka. Mezi izolované jazyky se též řadí vymřelé starověké jazyky jako sumerština nebo elamština.

### Další jazyky
Dalšími jazykovými rodinami jsou malé jazykové rodiny používané v indickém státě Arunáčalpradéš. Jedná se o digarské jazyky, mijuské jazyky, siangické jazyky, jazyky kho-bwa a hrusišské jazyky. Zařazení těchto jazyků je ovšem sporné, je možné, že patří mezi sinotibetské jazyky, nebo že některé z těchto jazyků jsou izolované. Dále se v Asii používají papuánské jazyky, které ale nejsou jazykovou rodinou, ale skupinou různých malých jazykových rodin a izolovaných jazyků. Nejdůležitějšími jsou severohalmaherské jazyky používané na Molukách a východotimorské jazyky používané především na Východním Timoru a mnoho různých jazyků indonéské části ostrova Nová Guinea, což je jazykově nejrozmanitější místo na světě. Sentinelština na indickém ostrově North Sentinel ještě nebyla prozkoumána. proto se řadí mezi neklasifikované jazyky. Neslyšící v Asii používají znakový jazyk, nejdůležitější pro Asii je japonský znakový jazyk, čínský znakový jazyk a indo-pákistánský znakový jazyk.

## Písmo
Asijské jazyky se zapisují širokou škálou písem. Většina z těchto písem se vyvinula z fénického písma (stejně jako například latinka). Z fénického písma se vyvinulo písmo aramejské, ze kterého vzniklo písmo hebrejské a arabské. Z aramejského písma se také vyvinulo písmo bráhmí, které dalo základ písmům Indie (mnoho jazyků zde má vlastní písmo, ale nejpoužívanější je dévanágarí, které používá například hindština), barmskému písmu, thajskému písmu nebo tibetskému písmu.
Úplně samostatně vznikly čínské znaky, které se používají už od starověku a dali základ japonským písmům (hiragana, katakana a kandži, které je téměř shodné s čínskými znaky). Korejština používá písmo hangul, které bylo vytvořeno v 15. století. Mnoho jazyků Asie využívá latinku, kterou převzaly z evropských jazyků (například indonéština) nebo cyrilici, kterou převzaly z ruštiny (například kyrgyzština).

### Ukázky písem Asie

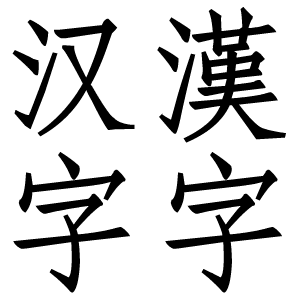
Čínské znaky
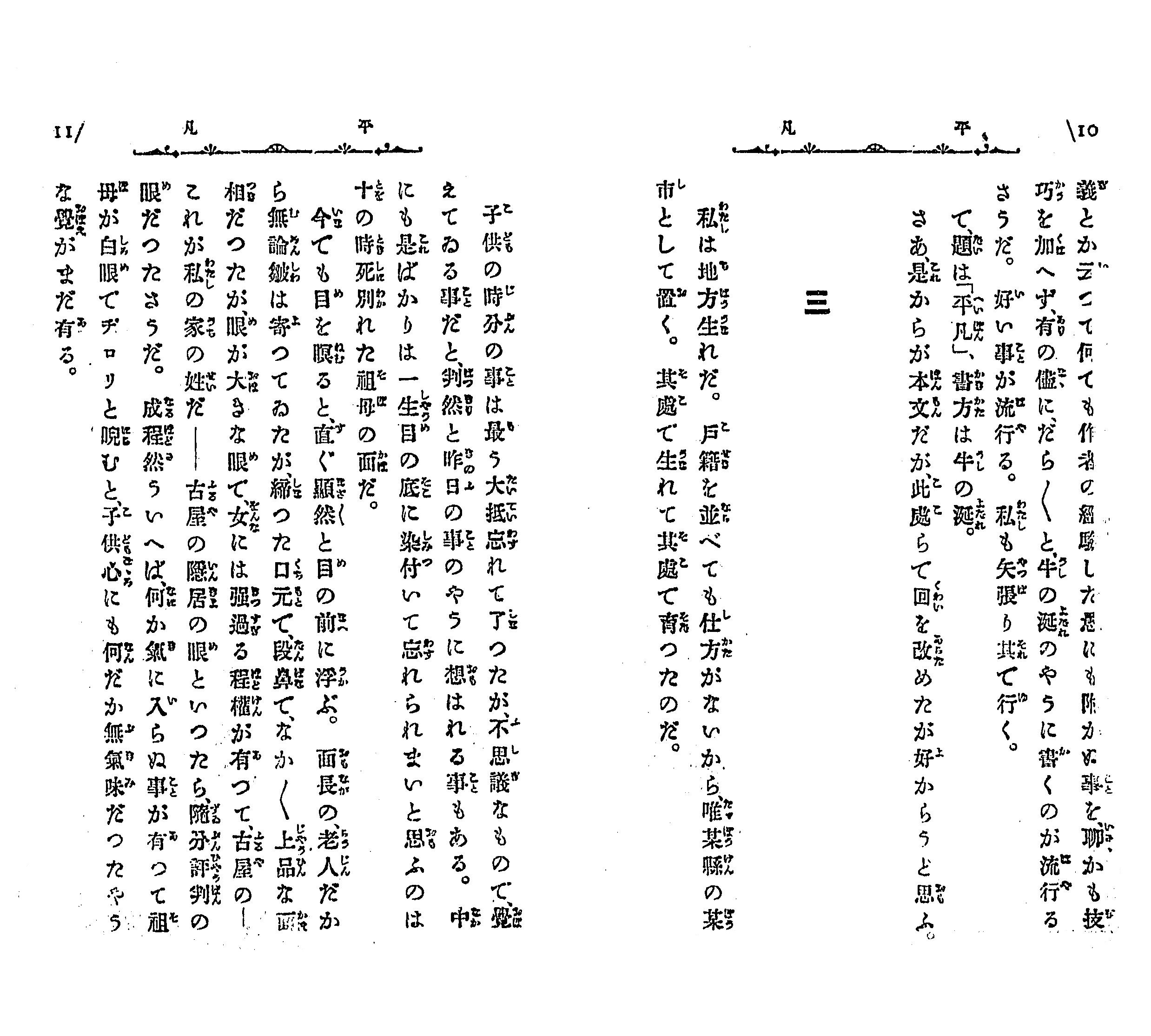
Japonské písmo
Hangul (korejské písmo)
Dévanágarí
Arabské písmo
Hebrejské písmo
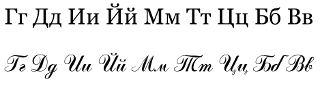
Cyrilice
Tibetské písmo
Barmské písmo
Thajské písmo
Laoské písmo
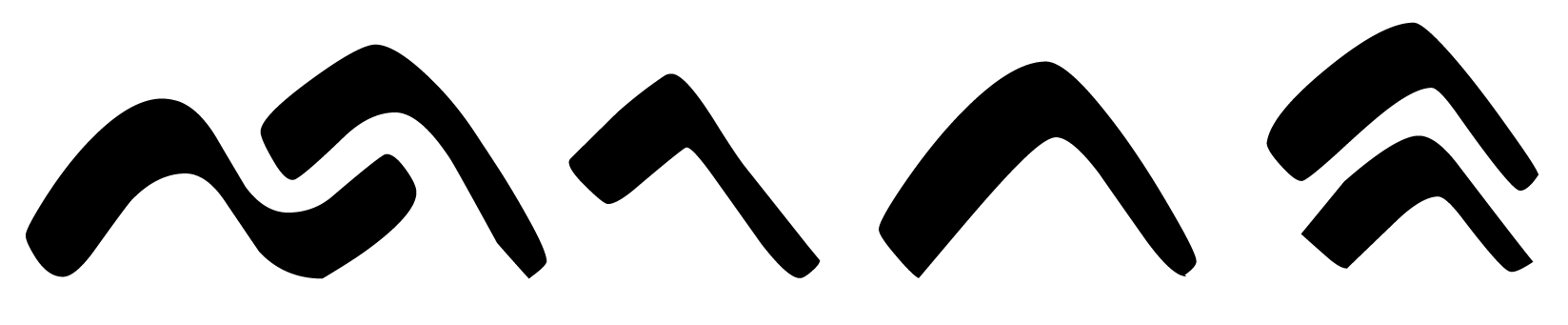
Lontara (buginské písmo)
Thaana (maledivské písmo)
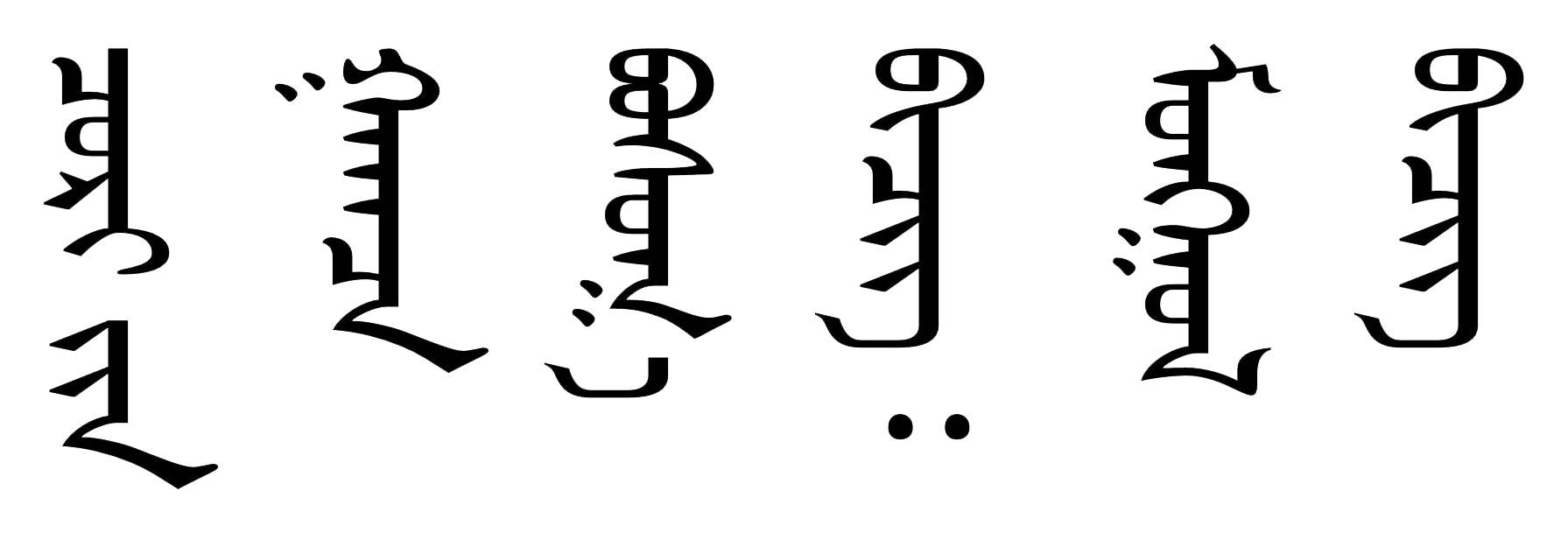
Mongolské písmo